# Астерский диалект

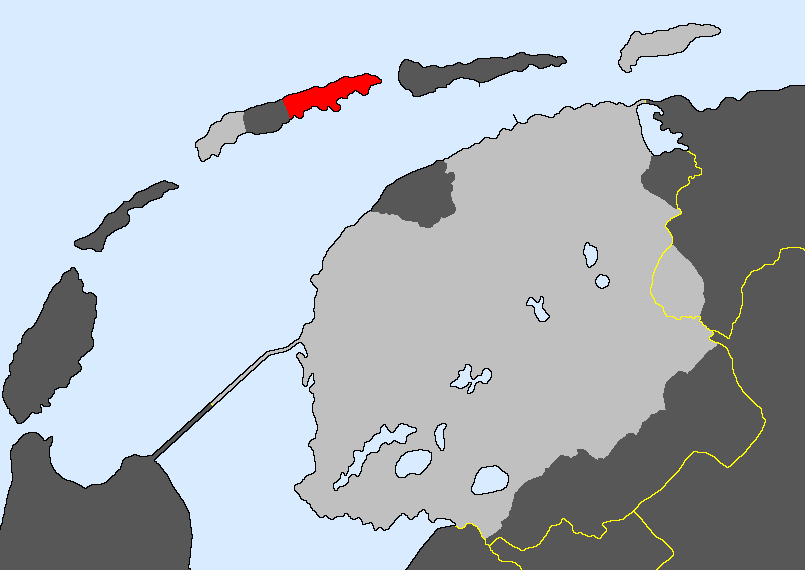
Положение астерского диалекта в ареале западнофризского языка.

Астерский диалект (з.-фриз. Aastersk, нидерл. Aasters) — диалект западнофризского языка. На нём говорят в восточной части ваттового острова Терсхеллинг, принадлежащего  нидерландской провинции Фрисландия. Он тесно связан с вестерским диалектом, который в ходу в западной части Терсхеллинга. Два близкородственных фризских диалекта географически отделены друг от друга мидсландским, фризо-франкским диалектом, на котором говорят в центральной части острова. С середины XX века носители астерского диалекта стали отказываться от его употребления, так что язык больше не передаётся детям. Таким образом, он стал средством общения преимущественно старших поколений.

## История
Хотя лингвист Г.Г. Клуке уже в начале XX века утверждал, что если в Западной Фрисландии ранее говорили на западнофризском, то тогда на том же языке изначально говорили и на Фризских островах, это не было сразу принято. Ещё в 1934 году профессор Гронингенского университета Клаас Херома, сам родом с острова Терсхеллинг, предположил, что его остров, вероятно, был изначально франкским, видя большое сходство между мидсландским и диалектами Влиланда, Тексела, Вирингена, Дрехтерланда (близ Энкхёйзена) и Зандама. По его идее, эта группа диалектов не имела никакого отношения к фризскому языку, и даже городской фризский имел совершенно иное происхождение. Он полагал, что два фризоговорящих района на оконечностях Терсхеллинга происходят от относительно недавних колоний фризов, которые происходили из региона Зёйдвестхук.
Сегодня считается, что основной причиной сходств, которые Херома увидел между мидсландским и упомянутыми голландскими диалектами, в действительности является фризский субстрат. Таким образом, общепринятый взгляд на сегодняшний день более тесно связан с обоснованием Клуке. Первоначально на Терсхеллинге, должно быть, говорили исключительно на фризском языке, но позже остров был оккупирован Альбрехтом Баварским, графом Голландии во время фризско-голландских войн в 1396 году, а затем перешёл под власть Голландии, которая продолжалась до 1942 года.
Кроме того, Мидсланд в течение многих лет функционировал в качестве административного центра, и, таким образом, население в Мидсланде и в окрестных сёлах и деревнях постепенно переходило на голландский диалект, как это происходило на материковой части Фрисландии в городах. Чем дальше оно находилось от административного центра, тем меньше испытывало влияние голландского административного языка, поэтому на западных и восточных оконечностях Терсхеллинга местные диалекты сохранили свой фризский характер. Тем не менее, мидсландский диалект на острове имел функцию своего рода лингва франка, общего языка, которым владели не только сами мидсландцы, но и носители вестерского и астерского диалектов. Таким образом, мидсландский диалект способствовал процессу взаимодействия, который также оставил явные следы в двух других диалектах.

## Носители языка
На астерском говорят в основном пожилые люди на восточной оконечности Терсхеллинга (отсюда и название диалекта, который можно перевести на литературный западнофризский как «восточный»). Согласно оценке за 2004 год, на астерском диалекте всё ещё говорили около 200 человек, которые без исключения принадлежали к пожилым людям. Таким образом, число носителей этого диалекта неуклонно снижается в течение последних нескольких десятилетий. В 2018 году Рихард ван дер Вен, реставратор одного из музеев на Терсхеллинге, который ранее преподавал курсы астерского, подсчитал, что на острове всё ещё было более 100 человек, которые могли говорить на астерском диалекте.
Одна из основных причин сокращения числа носителей состоит в том, что с конца 1950-х до 1990-х годов в большинстве домохозяйств астерский больше не передавался детям. В июле 2018 года в газете Leeuwarder Courant появилась статья, которая привлекла внимание к 24-летнему Дьями Милларсону из Леувардена, который путём самообучения в течение месяца изучал астерский. В 2016 году друг Милларсона, Кен Хо из Гонконга выучил фризский за два месяца. Во время посещения Фрисландии он был поражён разнообразием региональных языков, на которых говорят в провинции. Он вернулся в Китай с книгами, словарями и справочниками по грамматике, и выучился в Гонконге астерскому. Когда Милларсон также смог говорить на астерском, два филолога-любителя начали общаться друг с другом на этом диалекте. Милларсон также переписывался с Рихардом ван дер Веном, который смог подтвердить для газеты, что у Милларсона была, по крайней мере, хорошая способность писать на астерском.